# 우슬체육공원
우슬체육공원(牛膝體育公園, Useul Sports Park)은 대한민국 전라남도 해남군에 있는 스포츠 시설 단지이다. 우슬경기장, 우슬체육공원 보조경기장, 우슬실내육상경기장 등 여러 스포츠 시설이 갖춰져 있다.

## 참고 문헌
- “우슬경기장”. 해남군스포츠사업단.
- “우슬체육공원 보조경기장”. 해남군스포츠사업단.
- 〈우슬체육공원〉. 《한국향토문화전자대전》. 한국학중앙연구원.
- 《2019년 전국 공공체육시설 현황 (2018년말 기준)》. 대한민국 문화체육관광부. 2020.

## 같이 보기
- 우슬경기장
- 우슬체육공원 보조경기장
- 우슬실내육상경기장